# 思念即地獄
〈思念即地獄〉（英語：Miss Somebody）是香港歌手馮允謙的單曲，於2021年4月20日由寰亞音樂作數位發行，為吸血鬼愛情系列之第一部曲。歌曲以遠距離戀愛作為主題，描述當中思念的痛苦使人有如置身地獄中。而歌曲的音樂錄影帶則以殭屍與人的戀愛故事作為主題，並請來演員談善言跟岑珈其演出。
歌曲推出後獲得熱烈回響，此曲成為903專業推介、中文歌曲龍虎榜、新城勁爆流行榜及Chill Club 推介榜四台的冠軍歌，並打進勁歌金榜前4位。
馮允謙憑著本歌曲在《新城勁爆頒獎禮》奪得「勁爆歌曲」。

## 歌曲列表
| 線上下載 串流媒體 | 線上下載 串流媒體 | 線上下載 串流媒體 |
| 曲序              | 曲目              | 时长              |
| ----------------- | ----------------- | ----------------- |
| 1.                | 思念即地獄        | 4:00              |

## 製作團隊
資料來自〈思念即地獄〉音樂錄影帶於YouTube的說明文字。
- 作曲：馮允謙 / T-Ma馬敬恆
- 填詞：黃偉文
  - 英文詞：馮允謙
- 編曲：T-Ma 馬敬恆
- 監製：T-Ma 馬敬恆
- MV女主角：談善言

## 榜單
| 週榜單（2021年）        | 最高 名次 |
| ----------------------- | --------- |
| 香港（903專業推介）     | 1         |
| 香港（中文歌曲龍虎榜）  | 1         |
| 香港（新城勁爆流行榜）  | 1         |
| 香港（勁歌金榜）        | 4         |
| 香港（Chill Club 推介） | 1         |

## 所獲獎項
| 年份 | 頒獎單位           | 獎項     |
| ---- | ------------------ | -------- |
| 2021 | 新城勁爆頒獎禮2021 | 勁爆歌曲 |

## 資料來源
1. 1 2  . KKBOX. 2021-04-20  [2021-05-05]. （原始内容存档于2021-06-29）.
2. ↑  . Jay Fung 馮允謙於YouTube. 2021-04-19  [2021-06-22]. （原始内容存档于2021-04-22）.
3. ↑  . 檸音樂. 2021-05-08  [2021-06-22]. （原始内容存档于2021-06-24）.
4. ↑  . ViuTV於Facebook. 2021-06-21  [2020-06-22].